# Duma-myeon
Duma-myeon (koreanska: 두마면) är en socken i kommunen Gyeryong i Sydkorea. Den ligger i provinsen Södra Chungcheong, i den centrala delen av landet, 150 km söder om huvudstaden Seoul.